# Xylotheca
Genre
Xylotheca est un genre de plantes à fleurs de la famille des Achariaceae. Ce genre, qui se trouve en Afrique centrale et australe et à Madagascar, est décrit par Hochstetter en 1843 – alors dans la famille des Bixaceae – et ainsi nommée en raison de son fruit ligneux.

## Description

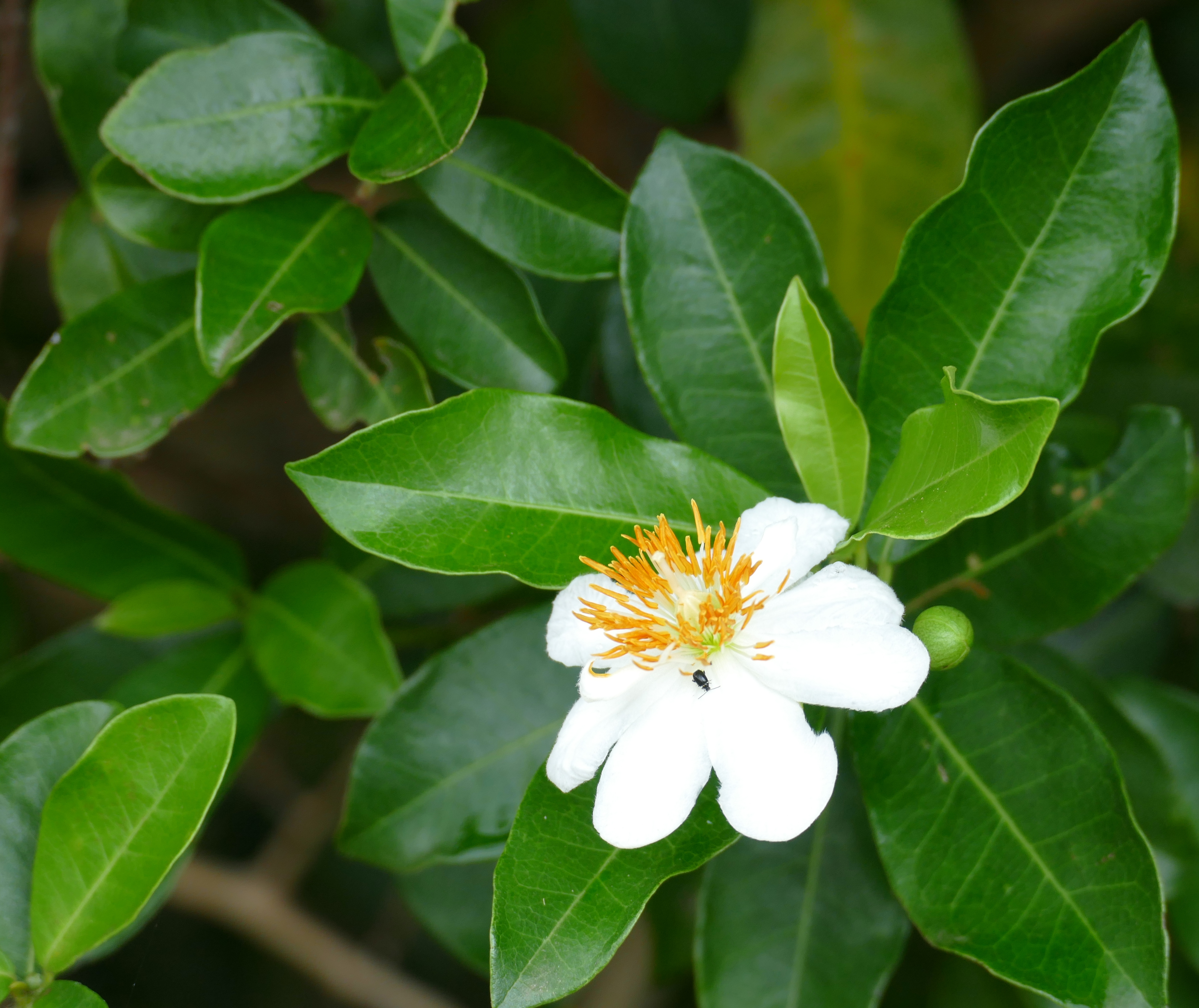
Feuilles et fleur de Xylotheca kraussiana.

Ce sont des arbustes petits ou moyennement grands ; leurs branches sont non armées. Les feuilles sont pétiolées, entières ou ondulées ; les stipules petites, très caduques. 
Les fleurs sont solitaires, mâles ou bisexuées, en cyme ou en ombelle dans les aisselles supérieures des feuilles ou terminales sur les branches, généralement assez grandes et voyantes, parfumées. Le calice se compose de trois ou quatre sépales imbriqués, très concaves, libres ou presque libres, glabres ou diversement pubescents, souvent avec des glandes résineuses sessiles. Les pétales sont blancs, de sept à quatorze, libres, rétrécis à la base, imbriqués. Les étamines sont nombreuses ; les filaments sont libres ; les anthères sont linéaires, déhiscentes longitudinalement par le dessus. L'ovaire est sessile (rudimentaire dans les fleurs mâles), une fois loculaire, à ovules multiples, pendants à partir d'environ sept placentas pariétaux ; le style est terminal ; les stigmates sont aussi nombreux que les placentas, courts, étalés. 

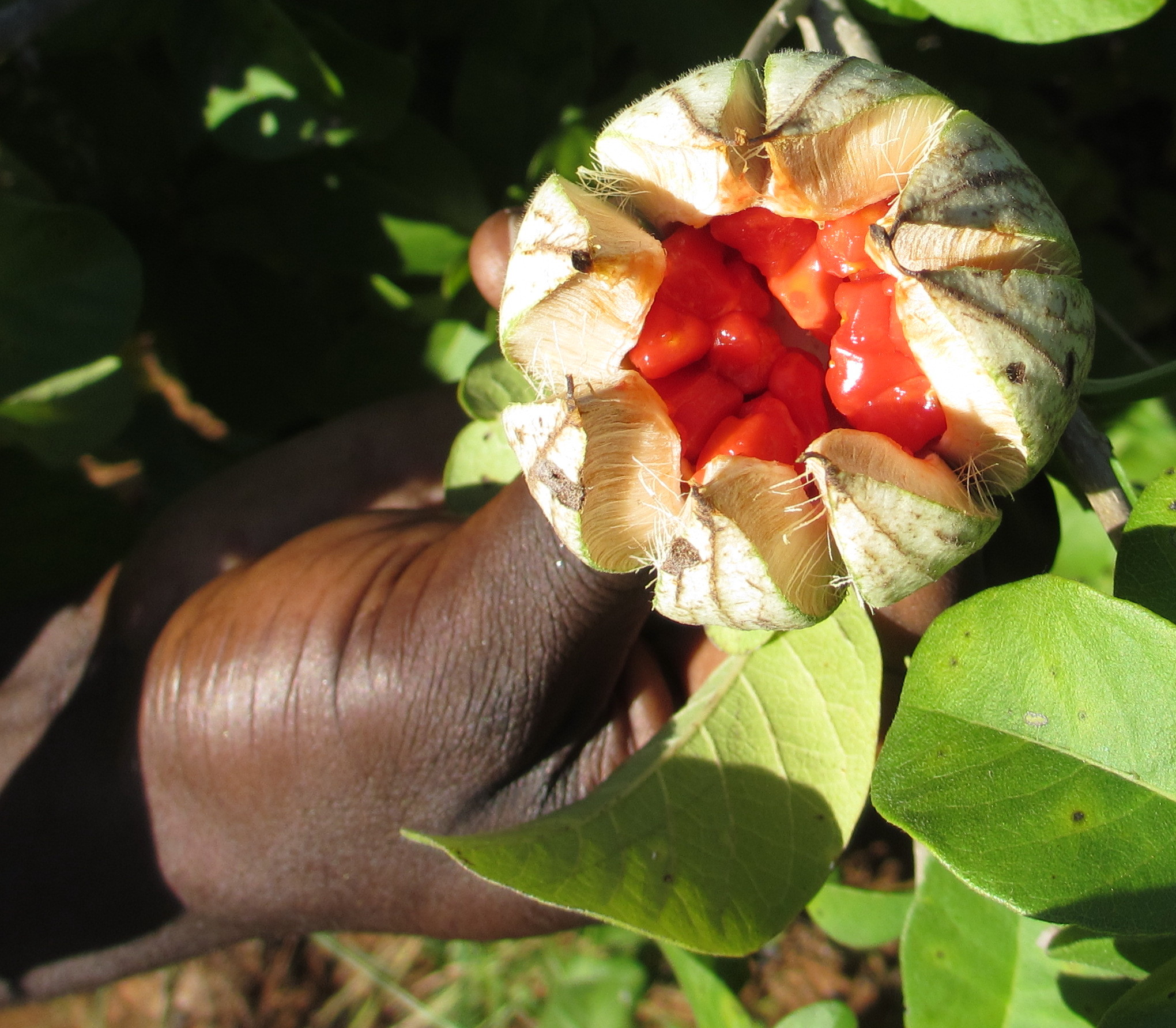
Capsule de Xylotheca tettensis.

Le fruit est une capsule ligneuse coriace se divisant en huit valves longitudinales plutôt épaisses ; le style persistant sous forme de pointe apicale dure et ligneuse. Les graines sont nombreuses, ellipsoïdes, parfois avec un arille résineux.

## Étymologie
Le nom du genre Xylotheca, du grec ancien ξύλον, xylon, « bois », et θήκη, thêkê, « armoire, caisse », fait allusion à ses capsules ligneuses.

## Liste des espèces
Selon GBIF (21 juin 2021) :
- Xylotheca capreifolia (Baker) Gilg
- Xylotheca kraussiana Hochst.
- Xylotheca longipes (Gilg) Gilg
- Xylotheca solmsii Gilg ex Engl.
- Xylotheca tettensis (Klotzsch) Gilg

Selon Plants of the World online (POWO) (21 juin 2021) et World Flora Online (WFO) (21 juin 2021) :
- Xylotheca capreifolia (Baker) Gilg
- Xylotheca kraussiana Hochst.
- Xylotheca longipes (Gilg) Gilg
- Xylotheca tettensis (Klotzsch) Gilg

## Systématique
Le nom scientifique de ce taxon est Xylotheca, choisi en 1843 par le botaniste allemand Christian Ferdinand Friedrich Hochstetter, pour l'espèce type Xylotheca kraussiana.
Les genres suivants sont synonymes de Xylotheca, :
- Chlanis Klotzsch
- Heptaca Lour.